# Anwar Ali (calciatore 2000)
Anisa Anwar Ali (Adampur, 28 agosto 2000) è un calciatore indiano, difensore dell'East Bengal e della nazionale indiana.

## Carriera

### Club
Nato ad Adampur, nel Punjab, Anwar ha iniziato a giocare a calcio all'età di sette anni per un club locale. Ha iniziato come attaccante ma in seguito è passato alla linea difensiva.

#### Minerva Punjab e prestito all'Indian Arrows
Si è unito al settore giovanile del Minerva Punjab nel 2015 e ha giocato per il club in diverse competizioni a livello giovanile, tra cui l'Elite League. La sua prestazione nel club gli è valsa la convocazione in nazionale. Dopo un'impressionante campagna nel mondiale di calcio Under-17 del 2017, Anwar si è unito all'Indian Arrows, club della I-League, con un prestito annuale. Ha fatto il suo debutto professionale in una vittoria casalinga per 3-0 contro il Chennai City.

#### Mumbai City
Il 7 agosto 2018 si è unito al club della Indian Super League Mumbai City con un contratto di tre anni. È stato ceduto in prestito all'Indian Arrows per la I-League 2018-19.  È stato inserito nella lista dei giocatori del Mumbai City per la stagione 2019-20 della Indian Super League, ma in seguito è stato escluso dopo che gli è stata diagnosticata una rara patologia cardiaca. Successivamente, il suo contratto è stato rescisso consensualmente per motivi medici.

#### Mohammedan e Techtro Swades United
Il 24 agosto 2020 si è unito al Mohammedan per le qualificazioni all'I-League 2020,  ma l'AIFF ha ordinato al club di non consentirgli di allenarsi, citando le sue condizioni cardiache. Il Mohammedan ha scelto di rilasciarlo, considerando le direttive del massimo organo calcistico, nonostante un verdetto dell'Alta corte di Delhi che gli ha consentito di unirsi al club. Il 23 novembre dello stesso anno si è unito al Techtro Swades United della Himachal Football League con un contratto a breve termine. È apparso due volte per il club nella Himachal Football League del 2020.

#### Delhi
Il 21 maggio 2021 si è unito al Delhi FC con un contratto quinquennale. Dopo essere stato autorizzato dall'AIFF a tornare al calcio professionistico, ha partecipato alla Durand Cup 2021 e ha aiutato il Delhi a raggiungere la fase a eliminazione diretta. È diventato il capocannoniere della I-League 2nd Division 2021 con quattro gol in sette presenze.

#### FC Goa e Mohun Bagan SG
Il 1º gennaio 2022 torna alla Indian Super League firmando con il Goa con un prestito di diciotto mesi. Ha fatto il suo debutto in una vittoria casalinga per 1-0 contro il Chennaiyin. Il 13 luglio 2023 si è unito al Mohun Bagan SG con un prestito di quattro anni.

### Nazionale
Nel 2015 è stato convocato per la squadra preparatoria della Coppa del Mondo FIFA Under-17 del 2017 dell'India Under-17 dopo che l'allenatore Luís Norton de Matos è rimasto impressionato dalla sua prestazione difensiva per la squadra giovanile del Minerva Punjab contro l'India Under-17 in una partita di allenamento. Due anni di successi con la nazionale gli hanno valso l'inserimento nella squadra finale di 21 membri per la Coppa del Mondo Under-17, che è stata ospitata in India con un ruolo da titolare in tutte le partite giocate nella competizione. Anwar ha segnato il gol della storica vittoria dell'India U-20 per 2-1 contro l'Argentina U-20 nel torneo COTIF del 2018.
Nel maggio 2019 è stato convocato per il ritiro nazionale della squadra senior indiana, ma è stato successivamente rimandato indietro dopo che gli è stata diagnosticata una rara patologia cardiaca. Nel marzo 2022 è stato convocato per la squadra indiana dall'allenatore Igor Štimac per due partite amichevoli contro Bahrein e Bielorussia. Ha fatto il suo debutto il 23 marzo contro il Bahrein in una sconfitta per 2-1. Anwar ha segnato il suo primo gol internazionale il 14 giugno 2022 contro Hong Kong in una vittoria per 4-0 nelle qualificazioni alla Coppa d'Asia 2023. A causa di un infortunio alla caviglia viene escluso dai convocati per la Coppa d'Asia.

## Controversie
Nel 2019 gli è stato proibito di giocare a calcio dall'AIFF poiché gli è stata diagnosticata una rara malattia cardiaca, la cardiomiopatia ipertrofica, in cui la parete del muscolo cardiaco diventa anormalmente spessa e influisce sul pompaggio del sangue. Più tardi nel 2021, Anwar ha ottenuto l'autorizzazione dall'AIFF per giocare a seguito di un verdetto dell'Alta Corte di Delhi.
Il 10 luglio 2024 ha informato il Mohun Bagan Super Giant di voler rescindere unilateralmente il suo contratto per poterne firmare uno quinquennale con l'East Bengal. Ali, tramite il suo avvocato, ha dichiarato alla PSC (comitato per lo status dei giocatori) durante l'udienza iniziale di venerdì 2 agosto che, poiché la carriera di un giocatore è breve e incerta, ha firmato un accordo finanziariamente più redditizio con l'East Bengal e ha deciso di porre fine unilateralmente al suo accordo con il Mohun Bagan SG, citando la nuova regola della FIFA sui prestiti della durata massima di un anno. Regola che però entrerà in vigore in India solo a partire da gennaio 2025, sono perciò ritenuti leciti tutti i prestiti multi annuali ufficializzati prima di quella data. Per ottenere un certificato di non obiezione dal Mohun Bagan per tornare al suo club madre, il Delhi, e aggregarsi all'East Bengal, il difensore dovrà pagare un indennizzo o scontare una sospensione, oppure entrambe le cose, decisione che verrà presa dal PSC dopo un'udienza il 10 agosto. Il PSC ha dato cinque giorni di tempo a Delhi ed East Bengal per rispondere del loro coinvolgimento prima di decidere se punire anche loro. Il 10 settembre l'AIFF PSC ha annunciato il suo verdetto sul caso in cui Anwar Ali è stato sospeso per quattro mesi, con Mohun Bagan Super Giant che riceverà un risarcimento di ₹ 12,9 crore (US$ 1,5 milioni) dal giocatore, East Bengal e Delhi e sia East Bengal che Delhi hanno ricevuto un blocco del marcato valido per due finestre. Il 13 dello stesso mese l'Alta Corte di Delhi ha annullato l'ordinanza per mancanza di motivazioni dettagliate alle parti lese e ha chiesto alla PSC di riesaminare il procedimento.

## Statistiche

### Presenze e reti nei club
| Stagione           | Squadra                 | Campionato         | Campionato | Campionato | Coppe nazionali | Coppe nazionali | Coppe nazionali | Coppe continentali | Coppe continentali | Coppe continentali | Altre coppe | Altre coppe | Altre coppe | Totale | Totale |
| Stagione           | Squadra                 | Comp               | Pres       | Reti       | Comp            | Pres            | Reti            | Comp               | Pres               | Reti               | Comp        | Pres        | Reti        | Pres   | Reti   |
| ------------------ | ----------------------- | ------------------ | ---------- | ---------- | --------------- | --------------- | --------------- | ------------------ | ------------------ | ------------------ | ----------- | ----------- | ----------- | ------ | ------ |
| gen.-giu.2022      | FC Goa                  | ISL                | 10         | 0          | -               | -               | -               | -                  | -                  | -                  | -           | -           | -           | 10     | 0      |
| 2022-2023          | FC Goa                  | ISL                | 20         | 1          | SC              | 2               | 0               | -                  | -                  | -                  | DC          | -           | -           | 22     | 1      |
| Totale Goa         | Totale Goa              | Totale Goa         | 30         | 1          |                 | 2               | 0               |                    | -                  | -                  |             | -           | -           | 32     | 1      |
| 2023-2024          | Mohun Bagan Super Giant | ISL                | 13+3       | 0          | SC              | -               | -               | AFC Cup            | 5                  | 2                  | DC          | 5           | 1           | 26     | 3      |
| 2024-2025          | East Bengal             | ISL                | 18         | 0          | SC              | 1               | 0               | AFC2+ACL           | -+3                | -+1                | DC          | -           | -           | 22     | 1      |
| 2025-2026          | East Bengal             | ISL                | 0          | 0          | SC              | 0               | 0               | -                  | -                  | -                  | DC          | 5           | 2           | 5      | 2      |
| Totale East Bengal | Totale East Bengal      | Totale East Bengal | 18         | 0          |                 | 1               | 0               |                    | 3                  | 1                  |             | 5           | 2           | 27     | 3      |
| Totale carriera    | Totale carriera         | Totale carriera    | 64         | 1          |                 | 3               | 0               |                    | 8                  | 3                  |             | 10          | 3           | 85     | 8      |

### Cronologia presenze e reti in nazionale
| Cronologia completa delle presenze e delle reti in nazionale ― India | Cronologia completa delle presenze e delle reti in nazionale ― India | Cronologia completa delle presenze e delle reti in nazionale ― India | Cronologia completa delle presenze e delle reti in nazionale ― India | Cronologia completa delle presenze e delle reti in nazionale ― India | Cronologia completa delle presenze e delle reti in nazionale ― India | Cronologia completa delle presenze e delle reti in nazionale ― India | Cronologia completa delle presenze e delle reti in nazionale ― India |
| Data                                                                 | Città                                                                | In casa                                                              | Risultato                                                            | Ospiti                                                               | Competizione                                                         | Reti                                                                 | Note                                                                 |
| -------------------------------------------------------------------- | -------------------------------------------------------------------- | -------------------------------------------------------------------- | -------------------------------------------------------------------- | -------------------------------------------------------------------- | -------------------------------------------------------------------- | -------------------------------------------------------------------- | -------------------------------------------------------------------- |
| 23-3-2022                                                            | Al Muharraq                                                          | Bahrein                                                              | 2 – 1                                                                | India                                                                | Amichevole                                                           | -                                                                    | 90+3’                                                                |
| 26-3-2022                                                            | Riffa                                                                | India                                                                | 0 – 3                                                                | Bielorussia                                                          | Amichevole                                                           | -                                                                    |                                                                      |
| 28-5-2022                                                            | Doha                                                                 | India                                                                | 0 – 2                                                                | Giordania                                                            | Amichevole                                                           | -                                                                    |                                                                      |
| 8-6-2022                                                             | Calcutta                                                             | India                                                                | 2 – 0                                                                | Cambogia                                                             | Qual. Coppa d'Asia 2023                                              | -                                                                    |                                                                      |
| 11-6-2022                                                            | Calcutta                                                             | Afghanistan                                                          | 1 – 2                                                                | India                                                                | Qual. Coppa d'Asia 2023                                              | -                                                                    |                                                                      |
| 14-6-2022                                                            | Calcutta                                                             | India                                                                | 4 – 0                                                                | Hong Kong                                                            | Qual. Coppa d'Asia 2023                                              | 1                                                                    |                                                                      |
| 24-9-2022                                                            | Ho Chi Minh                                                          | India                                                                | 1 – 1                                                                | Singapore                                                            | Amichevole                                                           | -                                                                    |                                                                      |
| 27-9-2022                                                            | Ho Chi Minh                                                          | Vietnam                                                              | 3 – 0                                                                | India                                                                | Amichevole                                                           | -                                                                    |                                                                      |
| 28-3-2023                                                            | Imphal                                                               | Kirghizistan                                                         | 0 – 2                                                                | India                                                                | Amichevole                                                           | -                                                                    | 81’                                                                  |
| 9-6-2023                                                             | Bhubaneswar                                                          | India                                                                | 2 – 0                                                                | Mongolia                                                             | Coppa Intercontinentale 2023 - 1º turno                              | -                                                                    | 84’                                                                  |
| 15-6-2023                                                            | Bhubaneswar                                                          | India                                                                | 0 – 0                                                                | Libano                                                               | Coppa Intercontinentale 2023 - 1º turno                              | -                                                                    |                                                                      |
| 18-6-2023                                                            | Bhubaneswar                                                          | India                                                                | 2 – 0                                                                | Libano                                                               | Coppa Intercontinentale 2023 - Finale                                | -                                                                    |                                                                      |
| 21-6-2023                                                            | Bengaluru                                                            | India                                                                | 4 – 0                                                                | Pakistan                                                             | SAFF Championship 2023 - 1º turno                                    | -                                                                    |                                                                      |
| 27-6-2023                                                            | Bengaluru                                                            | India                                                                | 1 – 1                                                                | Kuwait                                                               | SAFF Championship 2023 - 1º turno                                    | -                                                                    |                                                                      |
| 1-7-2023                                                             | Bengaluru                                                            | Libano                                                               | 0 – 0 dts (2-4 dtr)                                                  | India                                                                | SAFF Championship 2023 - Semifinale                                  | -                                                                    | 109’                                                                 |
| 4-7-2023                                                             | Bengaluru                                                            | Kuwait                                                               | 1 – 1 dts (4-5 dtr)                                                  | India                                                                | SAFF Championship 2023 - Finale                                      | -                                                                    | 39’                                                                  |
| 7-9-2023                                                             | Chiang Mai                                                           | Iraq                                                                 | 2 – 2 dts (5-4 dtr)                                                  | India                                                                | King's Cup 2023 - Semifinale                                         | -                                                                    |                                                                      |
| 10-9-2023                                                            | Chiang Mai                                                           | Libano                                                               | 1 – 0                                                                | India                                                                | King's Cup 2023 - Finale 3º posto                                    | -                                                                    |                                                                      |
| 21-3-2024                                                            | Khamis Mushait                                                       | Afghanistan                                                          | 0 – 0                                                                | India                                                                | Qual. Mondiali 2026                                                  | -                                                                    |                                                                      |
| 26-3-2024                                                            | Guwahati                                                             | India                                                                | 1 – 2                                                                | Afghanistan                                                          | Qual. Mondiali 2026                                                  | -                                                                    |                                                                      |
| 6-6-2024                                                             | Calcutta                                                             | India                                                                | 0 – 0                                                                | Kuwait                                                               | Qual. Mondiali 2026                                                  | -                                                                    |                                                                      |
| 11-6-2024                                                            | Al Rayyan                                                            | Qatar                                                                | 2 – 1                                                                | India                                                                | Qual. Mondiali 2026                                                  | -                                                                    | 90+7’                                                                |
| 9-9-2024                                                             | Hyderabad                                                            | India                                                                | 0 – 3                                                                | Siria                                                                | Coppa Intercontinentale 2024 - 1º turno                              | -                                                                    |                                                                      |
| 12-10-2024                                                           | Nam Dinh                                                             | Vietnam                                                              | 1 – 1                                                                | India                                                                | Amichevole                                                           | -                                                                    |                                                                      |
| 18-11-2024                                                           | Hyderabad                                                            | India                                                                | 1 – 1                                                                | Malaysia                                                             | Amichevole                                                           | -                                                                    |                                                                      |
| 4-6-2025                                                             | Pathum Thani                                                         | Thailandia                                                           | 2 – 0                                                                | India                                                                | Amichevole                                                           | -                                                                    |                                                                      |
| 10-6-2025                                                            | Hong Kong                                                            | Hong Kong                                                            | 1 – 0                                                                | India                                                                | Qual. Coppa d'Asia 2027                                              | -                                                                    |                                                                      |
| Totale                                                               |                                                                      | Presenze                                                             | 27                                                                   |                                                                      | Reti                                                                 | 1                                                                    |                                                                      |

## Palmarès

### Club

#### Competizioni nazionali
- Durand Cup: 1

Mohun Bagan SG: 2023
- ISL Shield: 1

Mohun Bagan SG: 2023-2024

### Nazionale
- Coppa Intercontinentale (India): 1

2023
- SAFF Championship: 1

2023

### Individuale
- Capocannoniere della I-League 2nd Division: 1

2021 (4 reti)